# Navas de Oro
Navas de Oro település Spanyolországban, Segovia tartományban. Navas de Oro Carbonero el Mayor, Bernardos, Migueláñez, Nava de la Asunción, Coca, Samboal és San Martín y Mudrián községekkel határos. Lakosainak száma 1274 fő (2024).

## Népesség
A település népessége az elmúlt években az alábbi módon változott:
| Lakosok száma | 1458 | 1438 | 1474 | 1483 | 1451 | 1402 | 1368 | 1338 | 1272 | 1274 |
|               | 2001 | 2004 | 2007 | 2009 | 2012 | 2014 | 2017 | 2019 | 2022 | 2024 |